# Công ty cổ phần nhựa Rạng Đông
Công ty Cổ phần Nhựa Rạng Đông (RDP, Tiếng Anh: Rang Dong Plastic Join - Stock Co.) là một công ty Việt Nam hoạt động sản xuất về ngành nhựa. Công ty thành lập từ năm 1960 với tên UFEOC (Liên hiệp các xí nghiệp cao su Viễn Đông Pháp) một doanh nghiệp nhựa tại Việt Nam

## Lịch sử
Từ 1960 – 1975:
Được thành lập và hoạt động với tên UFEOC (Liên hiệp các xí nghiệp cao su Viễn Đông Pháp), sau được đổi tên thành UFIPLASTIC. Nhập khẩu các thiết bị Nhà máy sản xuất Công ty cp nhựa Rạng Đông Long An từ Nhật Bản, Đài Loan để sản xuất các loại giả da PVC, PU xốp, khăn trải bàn, màng mỏng PVC, vải tráng PVC, PU, vải dù chống thấm.
Từ 1975 – 2005:
- Đổi tên thành Nhà Máy Nhựa Rạng Đông. Các nhà máy/chi nhánh ở Hóc Môn, Nha Trang,  Hà Nội, Nghệ An... lần lượt được thành lập.
- Năm 2003 công ty nhận chứng chỉ ISO 9001-2000.
- Đến ngày 02/05/2005, công ty được cổ phần hoá, chính thức đi vào hoạt động với tên gọi Công ty Cổ Phần Nhựa Rạng Đông.

Năm 2005 – Nay:
- Xây dựng lại trụ sở chính tại Quận 11 – TP.HCM, hoạt động sản xuất tiếp tục được mở rộng.
- Nâng cấp Nhà máy Nhựa Hóc Môn thành Nhà máy Bao Bì Số 1 tại Củ Chi – TP.HCM.
- Xây dựng Nhà máy Nhựa Tiên Sơn tại Khu công nghiệp Tiên Sơn – Bắc Ninh.
- Đến tháng 04/2014, Giấy chứng nhận ISO 14001:2004.
- Tháng 05/2014: Công ty Cổ Phần hóa và thoái hóa vốn nhà nước.

## Các sản phẩm chính
- BAO BÌ: Bao bì phức hợp, màng đơn lớp và đa lớp dạng cuộn và túi, nhãn nhựa, tem nhãn giấy, màng co quấn pallet (Stretch Hood). In từ 1 – 12 màu
- GIẢ DA: Sản xuất các loại giả da PVC, PU dùng cho sofa, yên xe, cặp – túi xách – dây nịt, giày dép thời trang – thể thao, may mặc, vải chống thấm, vải chậm cháy,...
- MÀNG MỎNG: Màng mỏng PVC, PE, PEVA, EVA dùng làm áo mưa, khăn trải bàn, màng phủ ruộng muối, chống thấm trong xây dựng...
- TÔN VÁN: Tôn – Ván PVC, PP, PE, tấm dán trần, vách ngăn – ván nhựa

## Kênh phân phối
- Việt Nam, Mỹ, Nhật, Hàn Quốc, Hà Lan, Đài Loan, Trung Đông, Nigieria, Thái Lan, Myanma, Các nước trong cộng đồng Châu Âu.

## Thành tích, chứng nhận
- Huân chương Độc lập hạng Nhì, Ba.
- Huân chương Lao động hạng Nhất, Nhì, Ba.
- Đạt danh hiệu Thương Hiệu Quốc gia
- Đạt danh hiệu Sao vàng đất Việt
- Đạt danh hiệu Hàng Việt Nam Chất Lượng Cao
- Top 5 Báo cáo thường niên tốt nhất
- Đạt danh hiệu Sản phẩm Công nghệ & Công nghiệp Hỗ trợ Tiêu biểu TP. Hồ Chí Minh

## Quy mô
- Số lượng nhà máy:
  - Nhà máy Tiên Sơn: 1
  - Nhà máy Củ Chi: 1
  - Nhà máy Long An: 3
- Số lượng nhân viên: trên 1000 người